# Vernajoul
Vernajoul (okzitanisch: Vernajol) ist eine französische Gemeinde mit 710 Einwohnern (Stand: 1. Januar 2022) im Département Ariège in der Region Okzitanien; sie gehört zum Arrondissement Foix und ist Mitglied im Gemeindeverband L’Agglo Foix-Varilhes. Die Einwohner werden Vernajouliens und Vernajouliennes genannt.

## Geografie

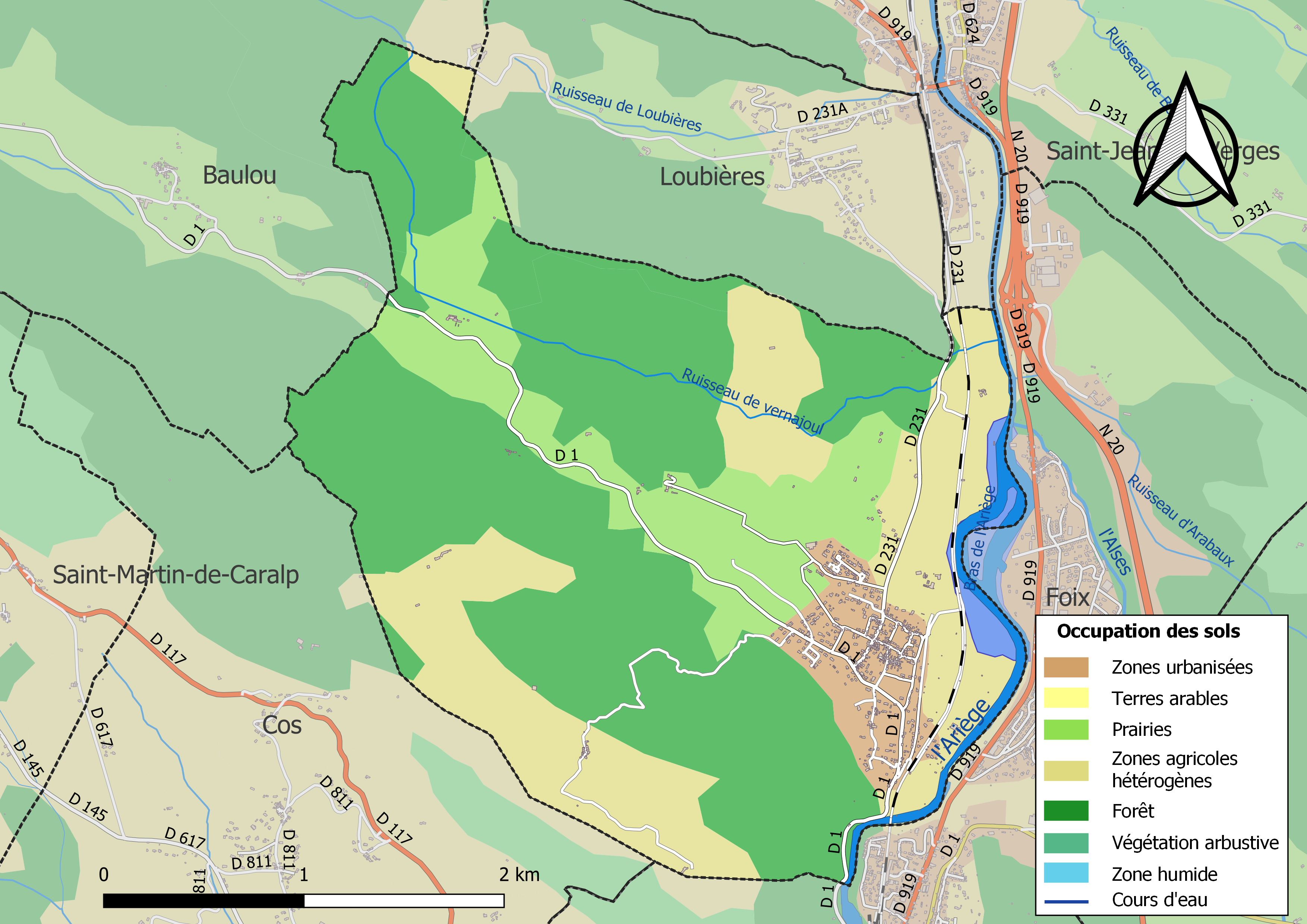
Bodennutzung, Hydrografie und Infrastruktur der Gemeinde

Die Gemeinde ist historisch und kulturell Teil des Pays de Foix und liegt etwa 2,5 Kilometer nördlich von Foix sowie etwa 70 Kilometer südsüdöstlich von Toulouse an der Ariège. Die Gemeinde besteht aus dem aus mehreren Ortsteilen bestehenden Dorf Vernajoul, einigen Weilern und Streusiedlungen sowie Einzelgehöften. Der höchster Punkt der Gemeinde legt beim Weiler Lizonne auf 728 m über dem Meer. Vernajoul befindet sich im Einzugsgebiet der Garonne und wird außer von der Ariège vom Flüsschen Alses, der im Osten des Gemeindegebiets in die Ariège mündet, und vom zeitweise trockenfallende Ruisseau de Vernajoul entwässert. Das Gemeindegebiet ist Teil des Natura 2000-Schutzgebiets „Garonne, Ariège, Hers, Salat, Pique et Neste“, das hauptsächlich der Fischwanderung gewidmet ist und von vier ZNIEFF-Naturgebieten. Gut die Hälfte der Fläche der Gemeinde ist bewaldet oder naturbelassen, etwa 41 % werden landwirtschaftlich genutzt.
Umgeben wird Vernajoul von den Nachbargemeinden Loubières im Norden, Crampagna im Nordosten, Foix im Osten und Südosten, Cos im Südwesten und Westen sowie Baulou im Westen und Nordwesten.

## Geschichte
Eine erstmalige Erwähnung des Ortes in einer Schenkungsurkunde von Roger de Carcassonne ans Kloster Saint-Volusiens (in Foix) datiert auf das Jahr 1012. Im Mittelalter lag der Ort innerhalb der Grafschaft Foix, die von 1607 bis zur Französischen Revolution eine Krondomäne des Königs von Frankreich war. Die Gemeinde gehörte von 1793 bis 1801 zum District Tarascon. Zudem lag Vernajoul von 1793 bis 1984 innerhalb des Kantons Foix und von 1984 bis 2015 innerhalb des Kantons Foix-Rural. Die Gemeinde ist seit 1801 dem Arrondissement Foix zugeteilt. Zwischen 1790 und 1794 vereinigte sich Vernajoul mit den Gemeinden La Bouiche (heute Labouiche) und Loubières. Wenige Jahre später wurde Loubières wieder eine eigenständige Gemeinde.

### Bevölkerungsentwicklung
| Jahr                       | 1962 | 1968 | 1975 | 1982 | 1990 | 1999 | 2006 | 2013 | 2020 |
| Einwohner                  | 392  | 429  | 516  | 546  | 541  | 574  | 706  | 665  | 698  |
| Quellen: Cassini und INSEE |      |      |      |      |      |      |      |      |      |

## Sehenswürdigkeiten
- Romanische Kirche Notre-Dame-de-l’Assomption aus dem 12. Jahrhundert, seit 1979 als Monument historique eingeschrieben[2][3]
- Wasserspeicher aus dem Jahr 1885
- Eisenbahnviadukt aus dem Jahr 1893
- Lavoir (Waschhaus) von Lizonne
- Klauenstand im Dorfzentrum von Vernajoul
- Denkmal für die Gefallenen[4]
- Zwei Wegkreuze

## Verkehr
Die Gemeinde liegt an der Bahnstrecke Portet-Saint-Simon–Puigcerdà mit einem Haltepunkt auf dem Gebiet der Nachbargemeinde Crampagna. Er wird von Zügen einer Linie des TER Occitanie bedient, die zwischen Toulouse und Latour-de-Carol unweit der Spanischen Grenze über Foix und Ax-les-Thermes verkehren.